# Méhéna
Méhéna est une localité située dans le département de Baraboulé dans la province du Soum de la région Sahel au Burkina Faso.